# Flacy
Flacy est une commune française située dans le département de l'Yonne dans le nord de la Bourgogne, en région Bourgogne-Franche-Comté.

## Géographie
Flacy est dans le nord du département de l'Yonne et est limitrophe du département de l'Aube.
Le village est à 1,5 km au sud de la route départementale D660 reliant Sens (28 km à l'ouest) et Troyes (39 km à l'est, dans l'Aube). Saint-Florentin est à 30 km au sud par la route départementale D30.
La sortie n° 19 (Villeneuve-l'Archevêque) de l'autoroute A5 est à 3 km au nord du village ; par cette autoroute Paris est à 143 km (N-O). L'échangeur de la A5 avec le début de l'autoroute A19 est à 26 km à l'ouest (au nord de Sens). Auxerre, sa préfecture, est à 55 km plein sud.

### Hydrographie
La limite de commune au nord avec Bagneaux et Vulaines est marquée par la rivière Vanne, coulant vers l'ouest et vers l'Yonne. Deux de ses affluents de rive gauche traversent la commune de Flacy : (d'amont en aval) le fossé de Tiremont et le ruisseau de Cérilly.
L’aqueduc d'Armentières (8,7 km de long), qui commence environ 4 km à l'est de Flacy, longe le côté sud du village et va vers l'ouest retrouver le début de l'aqueduc de la Vanne qui alimente Paris. La source Gaudin participe elle aussi à l’alimentation de Paris en eau.

### Climat
Pour des articles plus généraux, voir Climat de la Bourgogne-Franche-Comté et Climat de l'Yonne.
En 2010, le climat de la commune est de type climat océanique dégradé des plaines du Centre et du Nord, selon une étude du Centre national de la recherche scientifique s'appuyant sur une série de données couvrant la période 1971-2000. En 2020, Météo-France publie une typologie des climats de la France métropolitaine dans laquelle la commune est exposée à un climat océanique altéré et est dans la région climatique  Nord-est du bassin Parisien, caractérisée par un ensoleillement médiocre, une pluviométrie moyenne régulièrement répartie au cours de l’année et un hiver froid (3 °C).
Pour la période 1971-2000, la température annuelle moyenne est de 10,7 °C, avec une amplitude thermique annuelle de 15,7 °C. Le cumul annuel moyen de précipitations est de 712 mm, avec 11,6 jours de précipitations en janvier et 7,7 jours en juillet. Pour la période 1991-2020, la température moyenne annuelle observée sur la station météorologique installée sur la commune est de 11,2 °C et le cumul annuel moyen de précipitations est de 740,8 mm. 
La température maximale relevée sur cette station est de 41,9 °C, atteinte le 25 juillet 2019 ; la température minimale est de −25 °C, atteinte le 9 janvier 1985,,.
| Mois                                  | jan.            | fév.           | mars            | avril       | mai             | juin          | jui.          | août         | sep.          | oct.          | nov.           | déc.             | année     |
| ------------------------------------- | --------------- | -------------- | --------------- | ----------- | --------------- | ------------- | ------------- | ------------ | ------------- | ------------- | -------------- | ---------------- | --------- |
| Température minimale moyenne (°C)     | 0,8             | 0,5            | 2,2             | 3,8         | 7,7             | 10,9          | 12,9          | 12,7         | 9,5           | 7,3           | 3,9            | 1,7              | 6,2       |
| Température moyenne (°C)              | 3,8             | 4,3            | 7,2             | 9,9         | 13,8            | 17,3          | 19,6          | 19,4         | 15,5          | 11,9          | 7,3            | 4,5              | 11,2      |
| Température maximale moyenne (°C)     | 6,7             | 8,1            | 12,3            | 16          | 20              | 23,6          | 26,2          | 26           | 21,6          | 16,4          | 10,6           | 7,3              | 16,2      |
| Record de froid (°C) date du record   | −25 09.01.1985  | −20 25.02.1986 | −15 01.03.05    | −8 08.04.03 | −2,5 08.05.1974 | −1 05.06.1976 | 3 04.07.1984  | 2 26.08.1966 | −2 25.09.1972 | −6 30.10.1997 | −11 24.11.1998 | −19,5 31.12.1985 | −25 1985  |
| Record de chaleur (°C) date du record | 16,5 10.01.1991 | 21 27.02.19    | 24,8 29.03.1989 | 29 25.04.07 | 34 29.05.17     | 38,5 26.06.19 | 41,9 25.07.19 | 40 12.08.03  | 35,2 14.09.20 | 30 01.10.1985 | 23 08.11.15    | 18,5 11.12.1978  | 41,9 2019 |
| Précipitations (mm)                   | 60,7            | 55,4           | 53,4            | 58          | 67,4            | 62,6          | 58,2          | 61,5         | 56            | 70            | 65,7           | 71,9             | 740,8     |

| Diagramme climatique                                  |            |             |         |           |              |              |            |           |           |             |            |
| J                                                     | F          | M           | A       | M         | J            | J            | A          | S         | O         | N           | D          |
| 6,70,860,7                                            | 8,10,555,4 | 12,32,253,4 | 163,858 | 207,767,4 | 23,610,962,6 | 26,212,958,2 | 2612,761,5 | 21,69,556 | 16,47,370 | 10,63,965,7 | 7,31,771,9 |
| Moyennes : • Temp. maxi et mini °C • Précipitation mm |            |             |         |           |              |              |            |           |           |             |            |

Les paramètres climatiques de la commune ont été estimés pour le milieu du siècle (2041-2070) selon différents scénarios d'émission de gaz à effet de serre à partir des nouvelles projections climatiques de référence DRIAS-2020. Ils sont consultables sur un site dédié publié par Météo-France en novembre 2022.

## Urbanisme

### Typologie
Au 1er janvier 2024, Flacy est catégorisée commune rurale à habitat dispersé, selon la nouvelle grille communale de densité à sept niveaux définie par l'Insee en 2022.
Elle est située hors unité urbaine. Par ailleurs la commune fait partie de l'aire d'attraction de Sens, dont elle est une commune de la couronne,. Cette aire, qui regroupe 65 communes, est catégorisée dans les aires de 50 000 à moins de 200 000 habitants,.

### Occupation des sols
L'occupation des sols de la commune, telle qu'elle ressort de la base de données européenne d’occupation biophysique des sols Corine Land Cover (CLC), est marquée par l'importance des territoires agricoles (74,2 % en 2018), une proportion sensiblement équivalente à celle de 1990 (74 %). La répartition détaillée en 2018 est la suivante : terres arables (70,1 %), forêts (23,7 %), zones agricoles hétérogènes (4,1 %), zones urbanisées (2,2 %). L'évolution de l’occupation des sols de la commune et de ses infrastructures peut être observée sur les différentes représentations cartographiques du territoire : la carte de Cassini (XVIIIe siècle), la carte d'état-major (1820-1866) et les cartes ou photos aériennes de l'IGN pour la période actuelle (1950 à aujourd'hui).

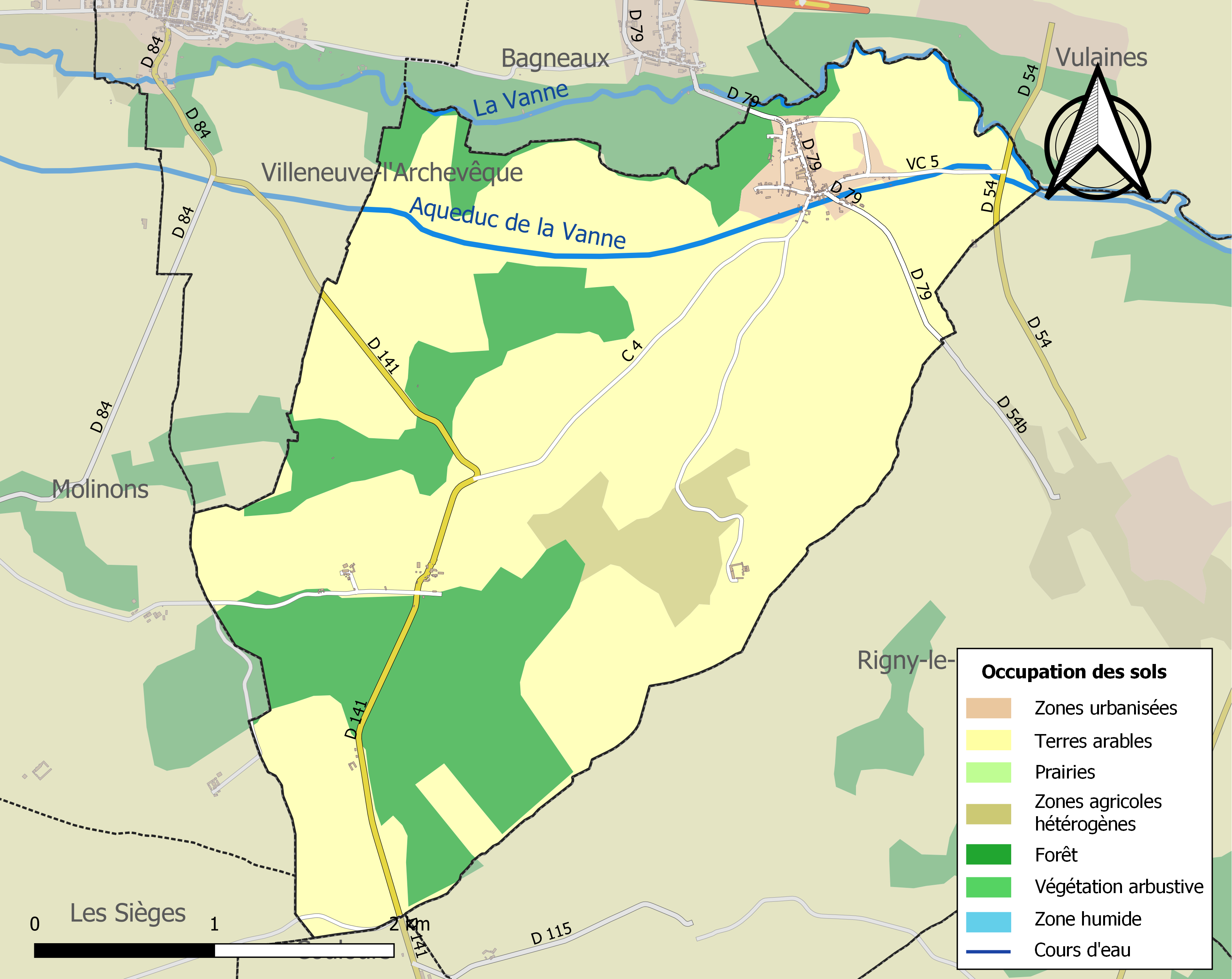
Carte des infrastructures et de l'occupation des sols de la commune en 2018 (CLC).

## Toponymie
Flaciacum au VIIe siècle,
Flaceius en 1023, Flasceium en 1163, et Flacy en 1363[réf. souhaitée].

## Histoire
Saint Didier, évêque d'Auxerre 605-621, fait don de la terre de « Flaciacum » au chapitre de Saint-Étienne d'Auxerre. Saint Pallade (évêque 622-658) le prend de Saint-Étienne pour le donner à l'abbaye Saint-Julien d'Auxerre, qu'il vient de déménager dans des bâtiments construits par ses soins et dans lesquels il a installé des bénédictines.
Flacy est cité en 1146 par le don que faisait Anseau II, seigneur de Traînel, aux moines de Vauluisant de ce qu'il possédait à Flacy avant de partir en croisade.
Il y avait un château au nord de l'église, deux corps de bâtiment, un colombier ceint d'un fossé avec pont-levis. Il faisait partie du fief de Maurepas[réf. souhaitée] et dépendait de la commanderie de Coulours.
En 1716, Jean-Louis Le Bascle, marquis d'Argenteuil, est seigneur de Flacy.

### Prieuré
L'église avait un prieuré depuis 1078 qui dépendait de l'abbaye de Molesme et était dédié à saint Loup.

## Démographie
L'évolution du nombre d'habitants est connue à travers les recensements de la population effectués dans la commune depuis 1793. Pour les communes de moins de 10 000 habitants, une enquête de recensement portant sur toute la population est réalisée tous les cinq ans, les populations de référence des années intermédiaires étant quant à elles estimées par interpolation ou extrapolation. Pour la commune, le premier recensement exhaustif entrant dans le cadre du nouveau dispositif a été réalisé en 2006.

En 2022, la commune comptait 122 habitants, en évolution de +7,02 % par rapport à 2016 (Yonne : −1,95 %, France hors Mayotte : +2,11 %).
| 1793 | 1800 | 1806 | 1821 | 1831 | 1836 | 1841 | 1846 | 1851 |
| ---- | ---- | ---- | ---- | ---- | ---- | ---- | ---- | ---- |
| 245  | 240  | 267  | 266  | 351  | 338  | 362  | 385  | 381  |

| 1856 | 1861 | 1866 | 1872 | 1876 | 1881 | 1886 | 1891 | 1896 |
| ---- | ---- | ---- | ---- | ---- | ---- | ---- | ---- | ---- |
| 361  | 357  | 367  | 377  | 369  | 353  | 354  | 324  | 313  |

| 1901 | 1906 | 1911 | 1921 | 1926 | 1931 | 1936 | 1946 | 1954 |
| ---- | ---- | ---- | ---- | ---- | ---- | ---- | ---- | ---- |
| 278  | 262  | 257  | 245  | 219  | 226  | 225  | 225  | 216  |

| 1962 | 1968 | 1975 | 1982 | 1990 | 1999 | 2006 | 2011 | 2016 |
| ---- | ---- | ---- | ---- | ---- | ---- | ---- | ---- | ---- |
| 186  | 165  | 130  | 107  | 104  | 117  | 142  | 115  | 114  |

| 2021 | 2022 | - | - | - | - | - | - | - |
| ---- | ---- | - | - | - | - | - | - | - |
| 117  | 122  | - | - | - | - | - | - | - |

## Culture locale et patrimoine

### Lieux et monuments
Dans l'église Saint-Loup se trouve la pierre tombale de Gracien de Ponteville, seigneur de Flacy décédé le 25 octobre 1645.
Le lavoir, rue de la Planchette, date de 1877. Surnommé le « café des bavardes », il a été utilisé jusque dans les années 1960.

## Pour approfondir